# Seann William Scott
Seann William Scott (Cottage Grove, Minnesota; 3 de octubre de 1976) es un actor estadounidense. Tras finalizar sus estudios, decidió dedicarse a la actuación y en 1996 se mudó a Los Ángeles, donde tuvo una serie de trabajos ocasionales. Su salto a la fama se produjo al poco tiempo, cuando en 1999 se estrenó su segunda película, la comedia sexual American Pie, en la que interpretó al estudiante fiestero Steve Stifler.
El éxito de crítica y comercial de American Pie derivó en una saga de películas, de las que Scott actuó en tres: American Pie 2 (2001), American Wedding (2003) y American Reunion (2012), que le dejaron buenas críticas. Entretanto, participó en varios filmes de buena recepción como Destino final, Road Trip y Dude, Where's My Car?, todos del año 2000. Sus siguientes películas, sin embargo, obtuvieron comentarios negativos de la prensa y tuvieron malos ingresos en la taquilla: entre ellas, destacan Evolution (2001), Bulletproof Monk (2003) y The Rundown (2003), proyectos diferentes a las comedias para adolescentes por las que había sido reconocido.
En 2005 protagonizó The Dukes of Hazzard, que también fue mal recibida, y un año después dio voz a una zarigüeya en la segunda parte de la franquicia Ice Age, Ice Age: The Meltdown. Scott participó en tres películas más de esa saga: Ice Age: Dawn of the Dinosaurs (2009), Ice Age: Continental Drift (2012) y Ice Age: Collision Course (2016). Por otro lado, en una época en la que se había encasillado en papeles cómicos, interpretó personajes «con más matices» en producciones como Southland Tales (2006), Trainwreck: My Life as an Idiot (2007) y The Promotion (2008). No obstante, todas ellas fracasaron en la taquilla o fueron objeto de críticas por parte del público y la prensa. 
Scott volvió a conseguir elogios de los críticos cuando interpretó a un torpe jugador de hockey sobre hielo en la película canadiense Goon (2011) y en su secuela, mientras que en 2018 asumió un papel inusual para él, el de asesino en serie en la película de terror Bloodline, por el que también recibió buenos comentarios de los medios. Ese mismo año, participó en la serie Lethal Weapon, de la que fue protagonista durante una temporada. Regresó a la televisión en 2022, al interpretar a un personaje secundario en la comedia de situación Welcome to Flatch.

## Biografía

### Primeros años
Seann William Scott nació el 3 de octubre de 1976 en Cottage Grove (Minnesota), hijo de un empleado de una fábrica de cinta adhesiva Scotch y una madre a la se refirió como «una chica cristiana». Tiene cuatro medio hermanos y dos medio hermanas por parte paterna, todos mayores que él. Su hermano mayor, a quien describió como su modelo a seguir, participó en la creación del periódico satírico The Onion. Por el lado de su padre, posee ascendencia escocesa. En su niñez, Scott practicó béisbol, fútbol americano y baloncesto. Posteriormente, fue a la Park High School e integró los equipos de fútbol americano y baloncesto. No obstante, dejó los deportes cuando coincidió con Sam Jacobson y, al compararse con este, se dio cuenta de que no tenía el potencial para convertirse en un atleta profesional.
Más tarde, asistió a la Universidad de Wisconsin-Madison, aunque no se informó qué carrera eligió. Sobre su personalidad durante sus años como estudiante, dijo: «Yo era bastante tímido. No era bueno hablando con chicas. En realidad, era bastante patético». Scott tuvo varios trabajos ocasionales, como empleado en The Home Depot, experiencia que le resultó extremadamente aburrida, y se vistió de churro para el Zoológico de Los Ángeles. Además, trabajó en la cadena de restaurantes California Pizza Kitchen, en un bufete de abogados, fue vendedor en Scientific Revolution, acomodador en un cine y entrenador en un gimnasio. Scott abandonó todo empleo temporal a finales de la década de 1990, cuando consiguió un papel en Destino final.

### Carrera

#### 1997-2000: Éxito inmediato
Poco antes de graduarse del colegio, Scott tomó la decisión de dedicarse a la actuación, aun cuando no contaba con ninguna experiencia. En 1996 se mudó a Los Ángeles, donde se dio a conocer en un concurso de talentos, y más tarde audicionó en Nueva York para obtener un papel en All My Children, serie de la ABC. También, hizo una prueba para trabajar en Baywatch, de la NBC, que terminó siendo infructuosa; en el camino de ida le robaron ropa y dinero y, luego, perdió el papel al no tener el físico apropiado para interpretar a un socorrista de playa. Entre sus primeros trabajos, se encuentran un comercial de la bebida Sunny Delight, un episodio de la comedia de situación de The WB Unhappily Ever After (1997) y el telefilme dramático de la NBC Born Into Exile (1997), que protagonizó con Talia Shire. Ese mismo año, interpretó a un jugador de fútbol americano que le roba la novia a un nerd en el video musical de «Hole in My Soul», canción de Aerosmith. Scott dijo, años más tarde, que en esa época buscaba papeles oscuros, dado que «odiaba hacer audiciones para comedias», y que cuando llegó a Los Ángeles «la realidad le cayó encima», al darse cuenta de que no sabía nada sobre el negocio. En 1998 encarnó a Jim en el piloto de la serie web Chad's World, que trata sobre un adolescente confundido sexualmente que convive con tres hombres homosexuales, entre ellos el personaje de Scott.

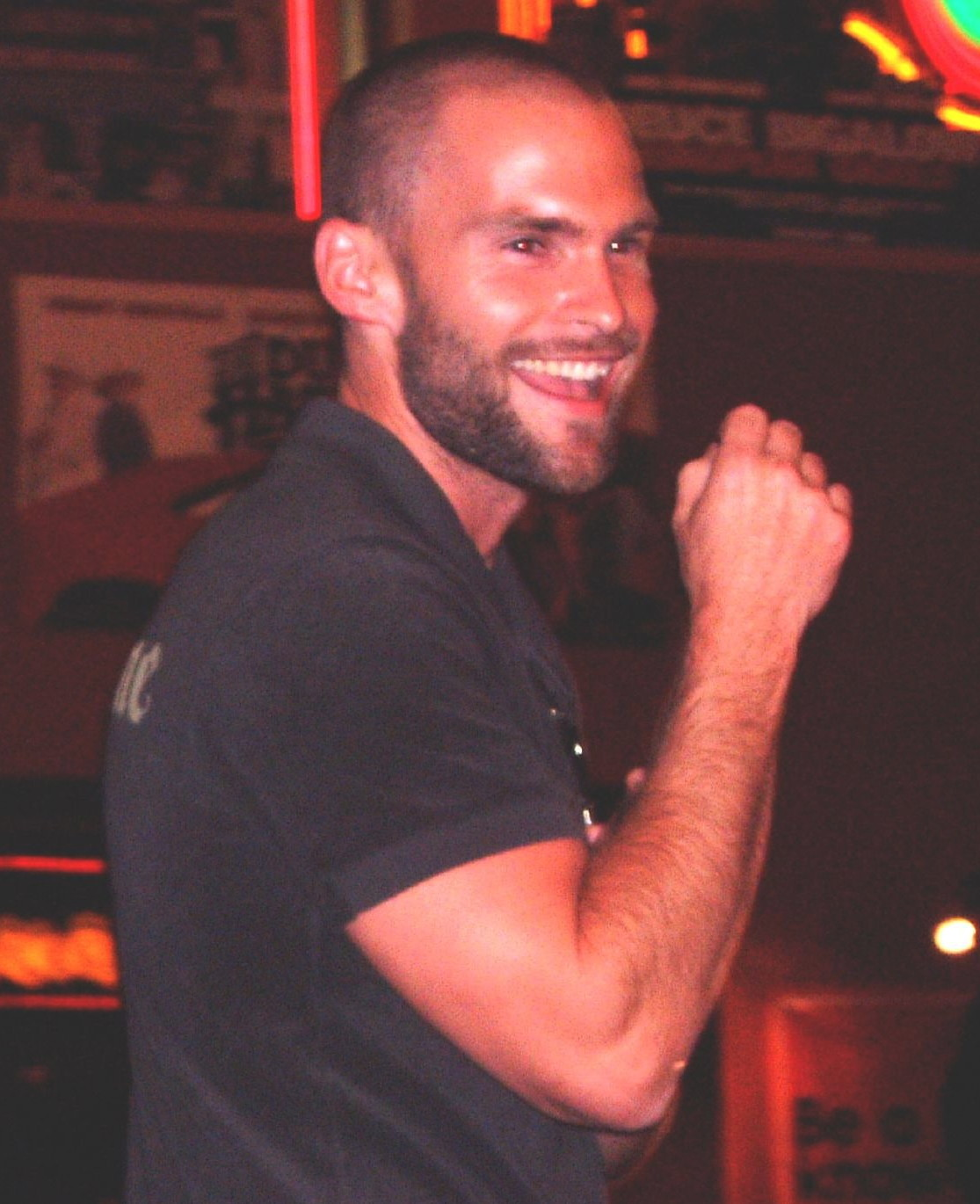
Scott en el estreno de The Dukes of Hazzard en 2005

El actor logró reconocimiento al integrar el reparto de American Pie (1999), una comedia sexual acerca de un grupo de amigos que se comprometen a perder la virginidad antes de graduarse de la secundaria. Scott interpretó a Steve Stifler, un estudiante popular, promiscuo y fiestero que no forma parte del pacto, pero que interviene indirectamente en él. En el guion, que fue el primero que recibió, originalmente su personaje era «demasiado imbécil», por lo que modificó muchos aspectos del mismo para convertirlo en «un tipo al que la gente, muy a su pesar, termina queriendo». Además, entrenó en un gimnasio para obtener el cuerpo adecuado para el papel, ya que se trata de un jugador de lacrosse. Por su trabajo, le pagaron 8000 USD. Tanto American Pie como la actuación de Scott recibieron comentarios positivos de la crítica; Brianna Hyneman, por ejemplo, escribió que él «prácticamente le robó la película a los otros actores». Su interpretación le valió una nominación en los Teen Choice Awards al Choice Sleazebag, que es la categoría que premia al mejor antagonista.
Scott creyó que el éxito comercial de American Pie iba a permitirle obtener los papeles en producciones dramáticas que buscaba, cosa que no sucedió. Tiempo después, reflexionó de la siguiente forma: «No es que creyese que Martin Scorsese me iba a elegir para su próximo proyecto. [...] Entendí por qué no me llamaban para ese tipo de películas. Yo solo hubiera distraído a la audiencia. Terminé encasillado, pero me sentí afortunado de tener la posibilidad de hacer reír a la gente». Conscientes del éxito que tendría la mencionada comedia, incluso antes de que se estrenara, los productores de Destino final contrataron a Scott para «beneficiarse» de su presencia. En esta película, estrenada en marzo de 2000, interpretó a Billy Hitchcock, uno de varios jóvenes que son asesinados en orden por una fuerza invisible. Scott describió a su personaje como un payaso de la clase que «no es muy hábil socialmente ni es bueno haciendo amigos. Es un tipo que sigue a los demás». El filme tuvo un buen rendimiento en taquilla, dado que recaudó 112 000 000 USD, cifra casi cinco veces mayor que su presupuesto. Por otra parte, fue valorado positivamente por la audiencia, pero recibió críticas poco favorables de la prensa.
El actor interpretó un papel similar a Stifler que, en palabras del periodista Devin Gordon, «aparentemente es para lo que nació», en su siguiente trabajo: Road Trip, comedia sexual estrenada en mayo de 2000. Scott encarnó a E.L., uno de los amigos del protagonista que lo acompañan en un viaje por la carretera para recuperar un video que este envió erróneamente a su novia. La película recibió comentarios de todo tipo, mientras que un crítico mencionó que Scott, «con sus característicos ojos azules y rostro de plastilina, es el designado para robarse todas las escenas graciosas de la película». En cuanto a lo recaudado, Road Trip obtuvo éxito comercial dado que, al requerir de un presupuesto de 16 000 000 USD, recolectó casi 120 000 000 de esa moneda. También en 2000 protagonizó, con Ashton Kutcher, la comedia stoner Dude, Where's My Car?, como uno de dos drogadictos que no pueden recordar dónde estacionaron su vehículo luego de una noche de excesos. Scott dijo que el guion original le pareció uno de los más divertidos que había leído hasta ese entonces y que era «una mezcla entre una oscura Dumb and Dumber y Being John Malkovich». A su actuación se la valoró positivamente, lo que no sucedió con la película, que fracasó rotundamente en la crítica. A pesar de ello, un periodista de The Guardian mencionó, años más tarde, que Dude, Where's My Car? es un «placer culposo» y que «Kutcher y Scott son excelentes actores cómicos que deberían recibir más crédito». Por otro lado, el filme tuvo un rendimiento aceptable en la taquilla.

#### 2001-2003: Cambio de dirección
Tras obtener popularidad con sus primeros trabajos, Scott se alejó de las comedias dirigidas a adolescentes y su carrera experimentó un notorio cambio de rumbo. Prueba de ello es su participación en la comedia de ciencia ficción Evolution (2001), película que aborda la caída de un meteorito en Arizona y cómo este objeto alberga vida extraterrestre que ataca al planeta Tierra. El director Ivan Reitman permitió que Scott modificara varios aspectos de su personaje, un bombero incompetente, luego de que el actor manifestara que este «no estaba bien definido». Uno de los aportes que hizo fue interpretar el papel basándose en Mark Borchardt, a quien había visto en el documental independiente American Movie (1999). La producción no triunfó ni en taquilla ni en recepción crítica. En cuanto a su trabajo, un periodista de Slant Magazine mencionó que «Scott saca provecho de la auto reflexión de la película», mientras que otro dijo que Evolution fue el mayor fracaso de su carrera hasta ese momento. Cabe mencionar que, durante esa época, Scott rechazó diversas ofertas para actuar en televisión por parte de la cadena The WB, a fin de centrarse en el cine.
En agosto de 2001 se estrenó la segunda película de la saga American Pie, en la que su personaje, ahora universitario, se reúne con sus amigos en una casa en la playa en vacaciones de verano. De acuerdo con lo que dijo el director J. B. Rogers, Scott «aportó una energía maníaca» a Stifler en esta entrega. Por otra parte, el actor afirmó que «fue difícil volver a interpretar a un personaje en el que no había pensado en tres años y, también, fue difícil no hacerlo muy molesto». Al igual que su antecesor, el filme fue un éxito de taquilla, al obtener ganancias estimadas de 287 553 595 USD a nivel mundial. American Pie 2 tuvo una recepción crítica dispar, lo que se atribuyó a «no tener la originalidad ni la gracia» de la primera, aunque un periodista elogió a Scott «por sus ingeniosas respuestas no aptas para niños, sonrisa chueca, corte de cabello ridículo, pésimo gusto para vestirse y locas expresiones faciales». Por su trabajo, fue candidato en los MTV Movie Awards a la mejor actuación cómica y ganó, con Jason Biggs, el galardón al mejor beso. Su siguiente trabajo fue un papel menor en la comedia de carretera Jay and Silent Bob Strike Back (2001), de Kevin Smith, donde interpretó a Brent. En octubre de ese año, condujo un episodio de la vigésimo séptima temporada del programa de medianoche de la NBC Saturday Night Live. En 2002, realizó su primera actuación dramática cuando protagonizó la película independiente Stark Raving Mad, donde encarnó a Ben McGewen, un hombre que se ve obligado a robar la bóveda de un banco para pagar sus deudas a unos criminales. Al mismo tiempo, acordó participar en proyectos de Universal Pictures como actor y productor. En 2003 realizó un cameo en la comedia Old School y presentó, junto con Justin Timberlake, los MTV Movie Awards.

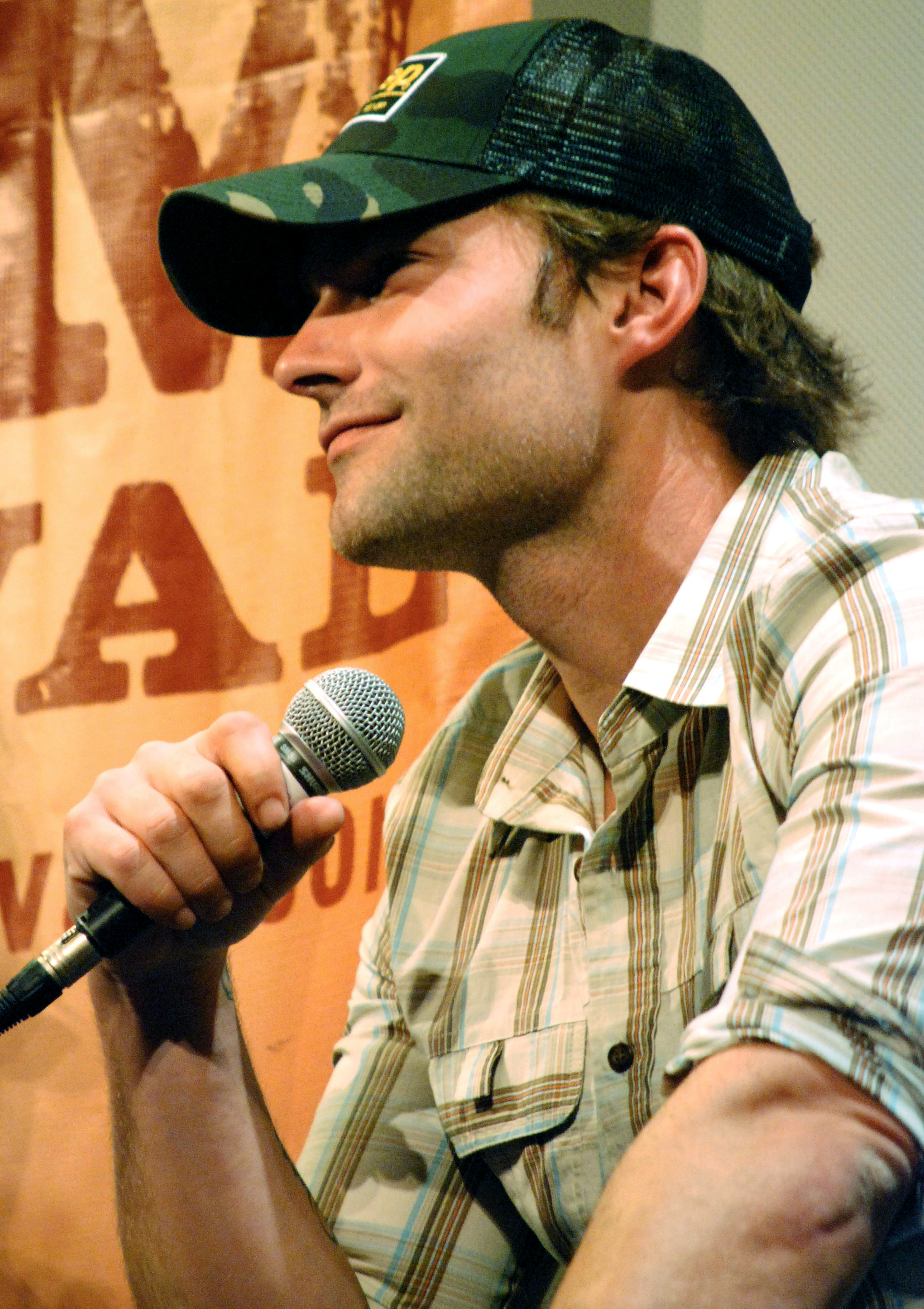
Scott en la promoción de Role Models en el Festival de Cine de Austin, en octubre de 2008

A último momento consiguió un papel en Bulletproof Monk (2003), película de artes marciales que protagonizó con Chow Yun-Fat. El productor Charles Roven, impresionado por la determinación del actor, lo eligió en lugar de Heath Ledger y Paul Walker aun cuando sabía que era «el último tipo al que esperarías ver en una película como esta». Scott explicó que buscó actuar en Bulletproof Monk porque esta, al mezclar comedia y acción, serviría de transición hacia películas dramáticas: «Si después de American Pie 2 hubiera actuado en una película estilo Philadelphia, habría sido una mala decisión. En cambio, es bueno que Bulletproof Monk muestre paulatinamente qué tan serio puedo ser como actor». Para el papel de Kar, un carterista al que un monje recluta para proteger un pergamino sagrado, Scott, que interpretó sus escenas de acción, se sometió a un régimen de entrenamiento de tres meses. Esta producción fue su primer fracaso en la taquilla, dado que no consiguió reponer su presupuesto de 52 000 000 USD, y fue severamente juzgada por los críticos. En su reseña para la revista Slate, David Edelstein escribió que la película es «un intento de Wò hǔ cáng lóng orientado al público de American Pie», aunque alabó el trabajo de Scott. Jamie Russell, de BBC, opinó que Scott es «el contraste perfecto» e «igual de carismático» que Chow.
Su siguiente trabajo fue The Rundown —distribuida mundialmente como Welcome to the Jungle—, película de acción de 2003 donde encarnó a un cazador de tesoros llamado Travis, que se encuentra en un pueblo brasileño cuando un cazarrecompensas llega con el objetivo de localizarlo. El actor manifestó que, en ese entonces, dejó de preocuparle el encasillamiento en papeles cómicos: «Ya he demostrado que soy capaz de interpretar personajes distintos. Entonces, puedo volver a mis bases y darle a mis seguidores lo que quieren. Con suerte, creerán que soy muy versátil». De acuerdo con lo que dijo, el rodaje le resultó duro, aunque «ya estaba acostumbrado a algo así, tras filmar Bulletproof Monk». La película, a pesar de una primera semana alentadora, fue otro rotundo fracaso económico en la filmografía de Scott, ya que recaudó poco más de 80 000 000 USD en todo el mundo, cifra menor a su presupuesto. No obstante, recibió comentarios generalmente favorables de la prensa, que elogió la química entre Scott y Johnson. Asimismo, volvió a interpretar a Steve Stifler en American Wedding (2003), donde Stifler participa en la organización de la despedida de soltero del protagonista. Debido a que había conseguido un «estatus de estrella», Scott tuvo mayor participación en esta entrega. Por una secuencia en la que baila en un bar gay, ganó un MTV Movie Award en la categoría mejor escena de baile, mientras que en los Teen Choice Awards se hizo con el premio al mejor villano. El filme tuvo ingresos totales de 232 722 935 USD y los críticos lo consideraron de menor calidad que las primeras entregas.

#### 2004-2009: Altibajos profesionales
Scott participó en un episodio de MTV Cribs, programa de televisión en la que se exploran mansiones de celebridades, y en 2005 protagonizó, con Johnny Knoxville, la comedia de acción The Dukes of Hazzard, parcialmente basada en la serie homónima de la década de 1980, de la que el actor era admirador. Scott dijo que se le permitió improvisar en la mayoría de las escenas y que realizó varias maniobras con el automóvil que salen en la película, para lo que practicó durante tres semanas con el expiloto de NASCAR Bobby Ore. Como el filme está ambientado en el estado de Georgia, se requirió que Scott hablara con acento sureño, algo que inicialmente le resultó complejo: «Fue un problema. Cuando estaba aprendiendo a hablar con esa tonada, llegó un punto en el que me volví demasiado sureño. Parecía salido de Lo que el viento se llevó. [...] Pero tratar con Knoxville y recorrer Luisiana me ayudó a mejorar». The Dukes of Hazzard no gozó del favor del público y la crítica y, además, fue un fracaso comercial. Stephen Hunter, en The Washington Post, señaló que Scott y Knoxville «no tienen mucha química ni parecen sureños en absoluto», opinión contraria a la del comité especial de los MTV Movie Awards, que nominó a ambos a su galardón al mejor dúo en pantalla.

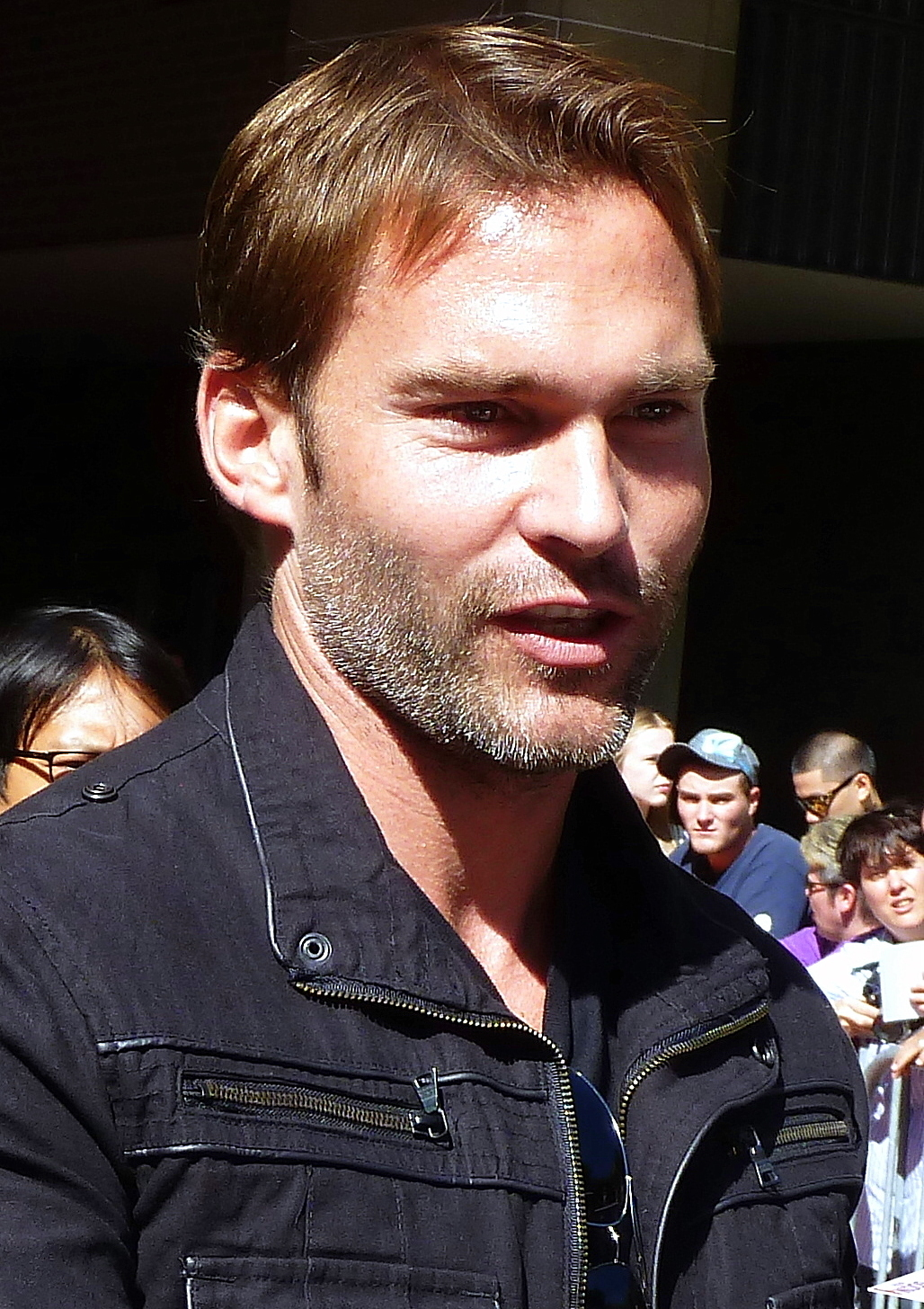
Scott en el Festival Internacional de Cine de Toronto de 2011

En 2006 se estrenó la secuela de la película animada Ice Age (2002), Ice Age: The Meltdown, que presenta nuevos personajes, entre ellos una zarigüeya llamada Crash, a la que Scott dio voz. El filme superó el rendimiento comercial de su antecesora en Estados Unidos, donde recaudó más de 465 000 000 USD, el doble de lo que había conseguido la primera entrega. Al mismo tiempo, trabajó en Southland Tales, película de Richard Kelly que combina comedia negra, acción y ciencia ficción y que, por otra parte, está ambientada dos años en el futuro, en un escenario apocalíptico. Scott interpretó a dos gemelos, uno es neomarxista y el otro, policía. Según el director, eligió al actor porque sabía que este «estaba encasillado y albergaba un talento oculto». La película recibió críticas negativas desde su estreno en el Festival de Cine de Cannes, donde su proyección provocó abucheos del público, y fracasó rotundamente en la taquilla. Adicionalmente, Scott estuvo entre los candidatos a protagonizar The Box (2009), dirigida por Kelly, pero el papel se lo quedó James Marsden.
Scott se rapó el cabello para interpretar a un hombre disléxico, alcohólico y con TDAH en la comedia dramática Trainwreck: My Life as an Idiot (2007), que protagonizó. De acuerdo con la revisión de Variety redactada por Ken Eisner, el actor es «de lo más interesante del filme. Scott, que no busca caernos bien, aquí termina resultando más simpático que en muchos de los papeles de fratboy que ha interpretado». Su siguiente proyecto se trató de una comedia, Mr. Woodcock, donde encarnó a John Farley, un escritor cuya madre se compromete con el profesor de educación física que lo humillaba cuando era niño. Scott dijo que trató de abordar este papel «copiando a los personajes de Ben Stiller. Creo que aunque la película hubiera sido buena, que no lo fue, yo no habría tenido éxito [con ese tipo de actuación]». La película se estrenó en 2007 con un año de retraso y los críticos la recibieron con opiniones desfavorables, pues muchos opinaron que no supo aprovechar su argumento. En 2008, interpretó a un gerente de supermercado que compite por un ascenso en la comedia The Promotion, que recibió una acogida dispar entre la audiencia y la prensa. En una entrevista posterior, un periodista comentó que, al trabajar en Mr. Woodcock y The Promotion, Scott asumió papeles «con muchas más matices» que los anteriores.
También en 2008, interpretó el papel estelar de Role Models, donde compartió créditos con Paul Rudd. En esta comedia dio vida a Wheeler, un vendedor de bebidas energéticas que, con su socio, tiene que realizar 150 horas de servicio comunitario ayudando a jóvenes tras chocar la camioneta de su empresa. Al igual que en muchos de sus trabajos pasados, se le permitió improvisar en buena parte de la película. Cabe resaltar que el actor realizó una escena de desnudo, algo que le pareció «un verdadero desafío». El crítico James Berardinelli afirmó en su blog que es notorio que Scott «se siente muy cómodo» en esta película y que su personaje «es, de hecho, una versión mayor pero no más madura que Stifler». El filme fue objeto, en general, de una buena recepción de la prensa y la audiencia. Un año más tarde, Scott participó en Ice Age: Dawn of the Dinosaurs, que se convirtió en la segunda película animada más taquillera de la historia, y Balls Out: Gary the Tennis Coach —que produjo—, de escaso éxito. También en 2009, realizó su segundo trabajo como actor de voz, en la película animada de ciencia ficción Planeta 51. El proyecto, que se estrenó el 24 de julio en Estados Unidos, costó 60 000 000 USD y recaudó 105 647 102 de esa moneda.

#### 2010-2015: Elogios de la crítica
Scott volvió a trabajar bajo las órdenes de Kevin Smith, director de Jay and Silent Bob Strike Back, en el buddy film Cop Out (2010), donde encarnó a Dave, un ladrón que ingresa a casas utilizando sus habilidades de parkour. De acuerdo con la revista Slant, la película no tiene el ritmo adecuado sino hasta que el personaje de Scott hace aparición. En general, el filme obtuvo críticas negativas de la prensa y el público por igual, debido a sus «chistes aburridos y ritmo flojo». Por otro lado, si bien Cop Out solamente recaudó 55 611 001 USD frente a un presupuesto de 30 000 000 USD, en su momento fue el que más ventas generó en Estados Unidos en formato DVD. Tras su participación en Jackass 3D, en 2010 se informó que Scott iba a interpretar a un jugador de hockey sobre hielo llamado Buddy en Hit Somebody, nuevamente un proyecto de Kevin Smith. Mientras trabajaban en Cop Out, el director notó que Scott era idóneo para protagonizar su próximo filme. Sin embargo, cuando este firmó para participar en Goon, de similar temática, Smith lo reemplazó por Nicholas Braun. Hit Somebody, de todas formas, no consiguió una productora y nunca llegó a realizarse.

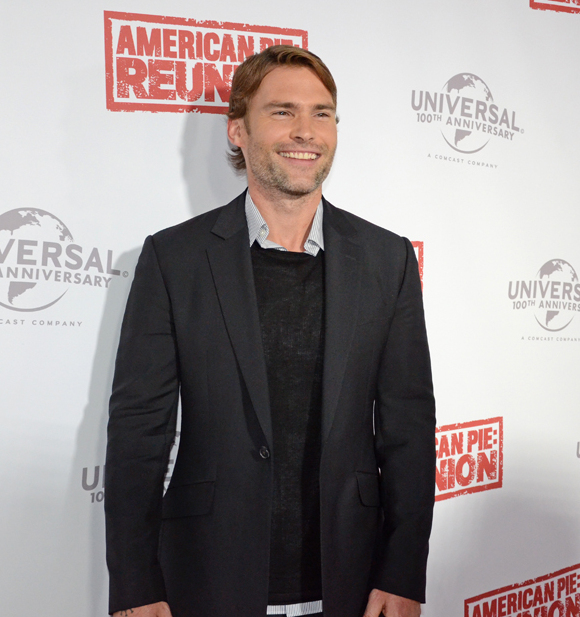
Scott promocionando American Reunion en el Harry's Cafe de Wheels, en marzo de 2012

Scott obtuvo un papel en Goon (2011) durante su participación en Role Models, cuando Paul Rudd lo puso en contacto con Evan Goldberg, quien se encontraba trabajando en el guion con Jay Baruchel. La película en cuestión trata sobre su personaje, Doug Glatt, un guardia de seguridad al que, tras pelearse con un jugador de hockey sobre hielo en las gradas, se lo elige como ejecutor —alguien particularmente violento con sus oponentes— del equipo. Para esta ocasión, el actor practicó patinaje durante un mes. Según dijo, estaba decidido a no hacer de su personaje, de escasa inteligencia, «un Forrest Gump del hielo». La película encabezó la taquilla de su país, Canadá, aunque recibió críticas por su violencia. A pesar de ello, Scott sí se hizo con buenos comentarios de la prensa; la revisión de The Austin Chronicle, por ejemplo, dice que «es absolutamente perfecto» en este papel. Matt Singer, de ScreenCrush, analizó: «Aunque American Pie lo estableció como el mayor imbécil bromista de su generación, título que recrudeció con sus actuaciones desagradables en las secuelas de esta y en The Rundown, en los últimos años Scott ha demostrado ser más que eso. Estuvo de maravilla en Southland Tales, y es aún mejor en la desafiante Goon».
A pesar de que desde el estreno de American Wedding había manifestado que esta era su última participación en esa saga, a inicios de la década de 2010 el actor mostró interés en interpretar a un treintañero Stifler y, por eso, contactó a la productora para comentar las ideas que tenía. El proyecto se llevó a cabo en 2012 bajo el título de American Reunion, con Scott como productor ejecutivo y con un argumento que trata sobre una reunión entre los protagonistas por su decimotercer aniversario de graduación. En una entrevista, Scott dijo que «le encantó volver a retratar al personaje que forjó su carrera». Al coincidir con los exitosos lanzamientos de Ted y Los juegos del hambre y el reestreno de Titanic, American Reunion generó ingresos bajos en Estados Unidos, aunque le fue significativamente mejor en la taquilla mundial. La película recibió críticas variadas en su mayoría, y sobre Scott, en concreto, el periodista Roger Ebert dijo: «Gran parte de la gracia de la película proviene de Stifler. Seann William Scott, que por lo demás ha tenido una carrera respetable, ha hecho suyo este papel, y se lo ve capaz de transformarse completamente en este sujeto». También en 2012, volvió a dar voz a la zarigüeya Crash en Ice Age: Continental Drift, película animada con la que pudo, de acuerdo con lo que dijo, «mostrar su lado dulce al mundo».
En 2013 actuó en uno de los segmentos de la comedia independiente Movie 43, en la que encarnó a un hombre que recibe un duende malhablado y agresivo de obsequio de cumpleaños. La producción fue duramente juzgada por los críticos, que la catalogaron como una de las peores películas jamás realizadas, pero tuvo buenos resultados en la taquilla debido, en parte, a su bajo presupuesto. Junto con sus compañeros, Scott recibió una nominación en los premios Golden Raspberry al peor elenco. A Movie 43 le siguió una de las pocas participaciones televisivas de Scott hasta ese momento, una actuación como invitado en la novena temporada de la comedia de situación de FXX It's Always Sunny in Philadelphia, donde interpretó a Country Mac, el primo de uno de los protagonistas. Dylan Dembrow, en Screen Rant, citó la intervención del actor como una «mala decisión de casting». Al mismo tiempo, dio voz en el episodio piloto de Timms Valley, serie de stop-motion que se iba a centrar en muñecos de bebés que, finalmente, nunca llegó a realizarse. En 2014 protagonizó el debut como directora de Courteney Cox, Just Before I Go, comedia dramática en la que interpretó a Ted Morgan, un hombre que antes de suicidarse regresa a su ciudad natal para saldar algunas cuentas. A pesar de las malas críticas de las que la película fue objeto, el trabajo del actor recibió elogios.

#### 2016-2023: Transición a la televisión
Tras trabajar como actor de voz en Ice Age: Collision Course (2016), en 2017 retomó el papel que interpretó en Goon para su secuela, Goon: Last of the Enforcers, en la que aceptó participar tras leer el guion de Baruchel, que le pareció «interesante» y «algo más dramático» que el primero. En esta, su personaje tiene síntomas de conmoción cerebral a causa de los golpes y, además, padece una lesión en el hombro que amenaza con terminar su carrera. La película recibió sobre todo críticas poco alentadoras, aunque se señaló que Scott volvió a convencer. El actor llegó a la conclusión de que debía comenzar a buscar trabajos en televisión, dado el poco interés de la industria en el tipo de comedias en las que participaba. En 2018 se unió al elenco de Lethal Weapon, serie de la Fox basada en la saga de películas del mismo nombre, en el papel de Wesley Cole, un exagente de la CIA. Scott reemplazó a Clayne Crawford para la tercera temporada, luego de que este fuese despedido debido a varias acusaciones de mal comportamiento en el plató. Tras la momentánea renuncia de Damon Wayans por asuntos de salud y los bajos índices de audiencia, Fox canceló la serie. Ese año, Scott realizó un cameo en la comedia Super Troopers 2, secuela de la película de 2001.

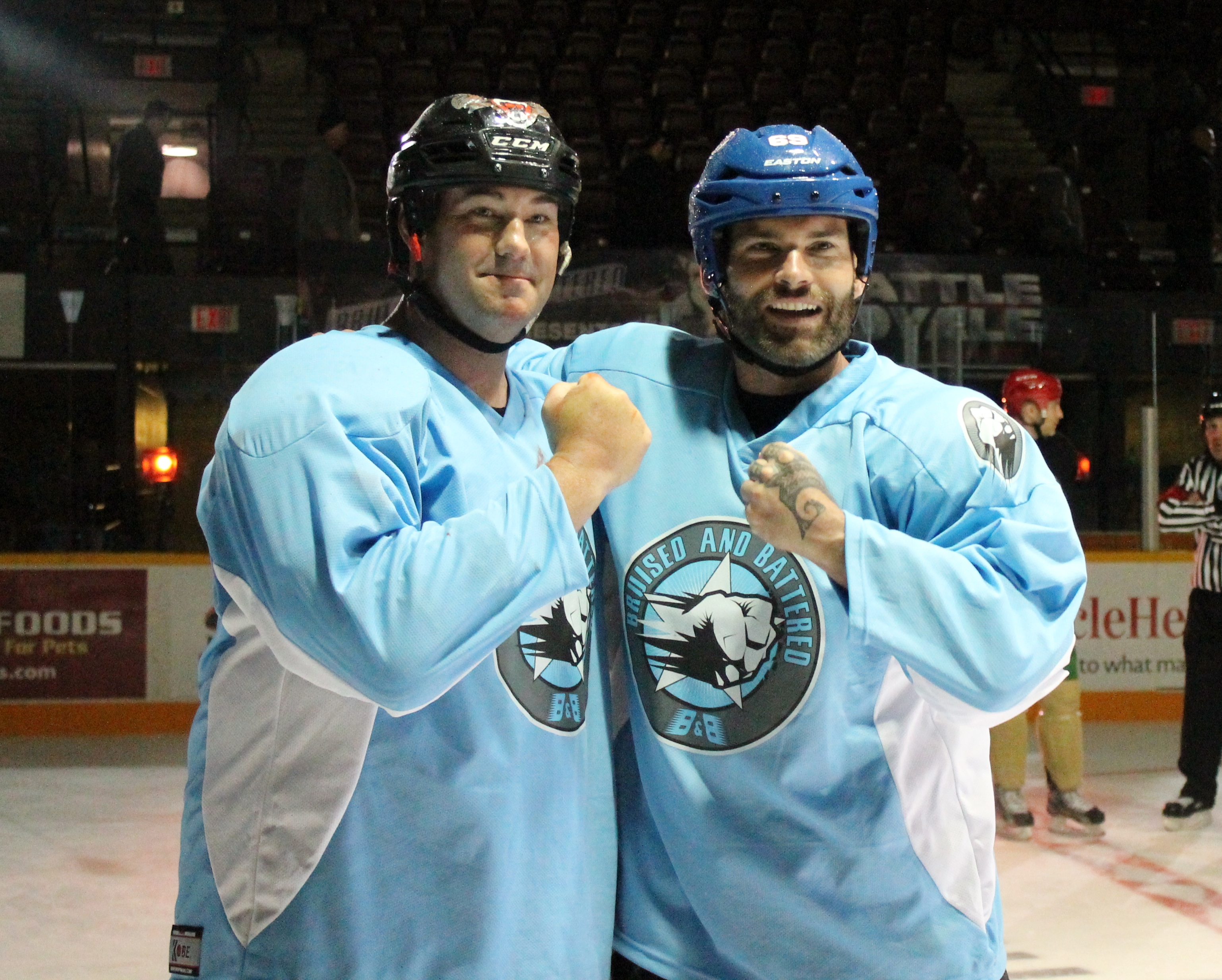
Scott —a la derecha— con el exjugador de hockey sobre hielo y autor Doug Smith en agosto de 2015, durante el rodaje de Goon: Last of the Enforcers

También en 2018, protagonizó la película de terror psicológico de bajo presupuesto Bloodline, donde encarnó a Evan, un hombre de familia que secretamente es un asesino en serie. A este personaje, marcadamente diferente a cualquiera que Scott hubiera interpretado, se lo definió como «un asesino a sangre fría que hace parecer a Dexter como Mister Rogers», mientras que al filme se lo llamó «el más impactante» jamás realizado por su estudio, Blumhouse Productions. Este fue su primer trabajo en ese género desde Destino final y, según dijo, fue él quien contactó con la productora para colaborar, ya que era fanático de sus proyectos. Durante el mes que duró el rodaje, Scott se aisló: «Realmente, no hablé con nadie durante todo ese tiempo. Estaba bastante solo. No me sentía capaz de filmar esas escenas y después salir de fiesta por ahí». Dennis Harvey, en su reseña para Variety, dijo que Scott es «un actor con trabajos bastante memorables» como para «pasar desapercibido» de la forma en que estaba sucediendo. En cuanto a la interpretación del actor, escribió que Bloodline utilizó su «intensidad» y su «lado maníaco» de manera correcta. Al año siguiente, encarnó a un proxeneta en el filme dramático Already Gone, de Christopher Kenneally.
En 2022 integró el elenco de la comedia de situación estilo falso documental Welcome to Flatch, realizada por la Fox y basada en la serie británica This Country. La producción trata sobre un documental sobre los ciudadanos de un pequeño pueblo de Ohio, en el que reside el personaje de Scott, el reverendo Joe. En esta oportunidad, el actor prefirió interpretar a un personaje secundario para estar menos tiempo filmando, ya que la experiencia en Lethal Weapon lo había dejado muy agotado. Como se encontraba en buen estado físico, a recomendación de la escritora Jenny Bicks y del productor ejecutivo Paul Feig, subió algunos kilogramos para el papel. La serie, que se estrenó el 17 de marzo, se renovó para una segunda temporada en mayo. En 2023 Scott encarnó a Daryl, un violento defensor de los derechos de los hombres, en la comedia de acción The Wrath of Becky, secuela de Becky (2020). El actor afirmó que este papel le resultó diferente a cualquiera de los anteriores y que intentar empatizar con el personaje fue «una de las mejores experiencias de su carrera». Según Dennis Harvey, de Variety, Scott realizó un buen trabajo y «algo en lo que Wrath superó a su predecesora es en el villano. [...] Daryl es cosa seria». La producción, por su parte, fue bien recibida por la crítica.

#### 2024-presente: Papeles recientes
En 2024 interpretó un papel menor en Jackpot que, sin embargo, por una cuestión de la configuración de la película, tiene cierto peso en el desarrollo de la historia. Un año después, dio vida a una de las figuras más relevantes de la serie de televisión Shifting Gears: Gabriel, mecánico de automóviles que trabaja en el taller que sirve como escenario principal. Al mismo tiempo, se unió al reparto de la cuarta temporada de The Righteous Gemstones, comedia de HBO creada por Danny McBride.

## Vida privada
Scott, que se ha descrito a sí mismo como «una persona mucho más introvertida de lo que la gente cree», tuvo una relación de casi dos años con la modelo de Victoria's Secret Deanna Miller. Entre marzo de 2012 y enero de 2013, estuvo comprometido con otra de las «ángeles» de esa marca, Lindsay Frimodt, con la que mantiene una relación amistosa. En octubre de 2019, se confirmó que se había casado con la diseñadora de interiores Olivia Korenberg. La pareja tuvo una hija, Frankie Rose, en junio de 2020 y se separó en octubre de 2023. El actor solicitó el divorcio en febrero del año siguiente, debido a «diferencias irreconciliables», y el proceso finalizó el 6 de mayo de 2024.
Según dijo a mediados de 2005, solía correr entre quince y veinte kilómetros al día, saltaba la cuerda unos veinte minutos y nadaba veinte vueltas, actividades que lo ayudaban a sobrellevar el estrés producido por su trabajo. Años más tarde, comenzó a practicar artes marciales filipinas.

## Trabajos

### Cine
| Año  | Trabajo                              | Papel                  | Notas                      |
| ---- | ------------------------------------ | ---------------------- | -------------------------- |
| 1999 | American Pie                         | Steve Stifler          |                            |
| 2000 | Destino final                        | Billy Hitchcock        |                            |
| 2000 | Road Trip                            | E.L. Faldt             |                            |
| 2000 | Dude, Where's My Car?                | Chester Greenburg      |                            |
| 2001 | Evolution                            | Wayne Grey             |                            |
| 2001 | American Pie 2                       | Steve Stifler          |                            |
| 2001 | Jay y Bob el Silencioso contraatacan | Brent                  |                            |
| 2002 | Stark Raving Mad                     | Ben McGewen            |                            |
| 2003 | Old School                           | Peppers                | Cameo                      |
| 2003 | Bulletproof Monk                     | Kar                    |                            |
| 2003 | The Rundown                          | Travis Alfred Walker   |                            |
| 2003 | American Wedding                     | Steve Stifler          |                            |
| 2005 | The Dukes of Hazzard                 | Bo Duke                |                            |
| 2006 | Ice Age: The Meltdown                | Crash (voz)            |                            |
| 2006 | Southland Tales                      | Roland/Ronald Taverner |                            |
| 2007 | Trainwreck: My Life as an Idiot      | Jeff Nichols           |                            |
| 2007 | Mr. Woodcock                         | John Farley            |                            |
| 2008 | The Promotion                        | Doug Stauber           |                            |
| 2008 | Role Models                          | Wheeler                |                            |
| 2009 | Ice Age: Dawn of the Dinosaurs       | Crash (voz)            |                            |
| 2009 | Balls Out: Gary the Tennis Coach     | Gary Houseman          | Productor                  |
| 2009 | Planeta 51                           | Skiff (voz)            |                            |
| 2010 | Cop Out                              | Dave                   |                            |
| 2010 | Jackass 3D                           | Él mismo               | Cameo                      |
| 2011 | Goon                                 | Doug Glatt             |                            |
| 2012 | American Reunion                     | Steve Stifler          | Productor ejecutivo        |
| 2012 | Ice Age: Continental Drift           | Crash (voz)            |                            |
| 2013 | Movie 43                             | Brian                  | Segmento: «Happy Birthday» |
| 2014 | Just Before I Go                     | Ted Morgan             |                            |
| 2016 | Ice Age: Collision Course            | Crash (voz)            |                            |
| 2017 | Goon: Last of the Enforcers          | Doug Glatt             |                            |
| 2018 | Super Troopers 2                     | Trooper Callaghan      | Cameo                      |
| 2018 | Bloodline                            | Evan Cole              |                            |
| 2019 | Already Gone                         | Martin                 |                            |
| 2023 | The Wrath of Becky                   | Darryl                 | Productor ejecutivo        |
| 2024 | Jackpot                              | Hombre rudo            |                            |

### Televisión
| Año       | Trabajo                           | Papel              | Notas        |
| --------- | --------------------------------- | ------------------ | ------------ |
| 1997      | Unhappily Ever After              | Moondoggie         | 1 episodio   |
| 1997      | Born Into Exile                   | Derek              | Telefilme    |
| 2001      | Saturday Night Live               |                    | Conductor    |
| 2004      | MTV Cribs                         | Él mismo           | 1 episodio   |
| 2013      | It's Always Sunny in Philadelphia | Country Mac        | 1 episodio   |
| 2013      | Timms Valley                      | Alguacil Kev (voz) | 1 episodio   |
| 2018-2019 | Lethal Weapon                     | Wesley Cole        |              |
| 2022-2023 | Welcome to Flatch                 | Joseph Binghoffer  | 27 episodios |
| 2025      | Shifting Gears                    | Gabriel            |              |
| 2025      | The Righteous Gemstones           | Corey              |              |

### Videos musicales
| Año  | Canción           | Artista   | Papel                       |
| ---- | ----------------- | --------- | --------------------------- |
| 1997 | «Hole in My Soul» | Aerosmith | Jugador de fútbol americano |

## Premios
Teen Choice Awards
| Año  | Categoría                                | Trabajo               | Resultado |
| ---- | ---------------------------------------- | --------------------- | --------- |
| 2000 | Mejor antagonista                        | American Pie          | Nominado  |
| 2001 | Mejor ataque de ira (con Ashton Kutcher) | Dude, Where's My Car? | Nominado  |
| 2001 | Mejor química (con Ashton Kutcher)       | Dude, Where's My Car? | Nominado  |
| 2002 | Mejor antagonista                        | American Pie 2        | Ganador   |
| 2004 | Mejor antagonista                        | American Wedding      | Ganador   |
| 2004 | Mejor actor de comedia                   | American Wedding      | Nominado  |

MTV Movie & TV Awards
| Año  | Categoría                                    | Trabajo              | Resultado |
| ---- | -------------------------------------------- | -------------------- | --------- |
| 2002 | Mejor actor de comedia                       | American Pie 2       | Nominado  |
| 2002 | Mejor beso (con Jason Biggs)                 | American Pie 2       | Ganador   |
| 2004 | Mejor secuencia de baile                     | American Wedding     | Ganador   |
| 2006 | Mejor dúo en pantalla (con Johnny Knoxville) | The Dukes of Hazzard | Nominado  |

Young Hollywood Awards
| Año  | Categoría     | Trabajo      | Resultado |
| ---- | ------------- | ------------ | --------- |
| 2000 | Mejor reparto | American Pie | Ganador   |

BTVA Feature Film Voice Acting Award
| Año  | Categoría                             | Trabajo                    | Resultado |
| ---- | ------------------------------------- | -------------------------- | --------- |
| 2013 | Mejor reparto en una película animada | Ice Age: Continental Drift | Nominado  |